# Brachycephalus ibitinga
Brachycephalus ibitinga — вид жаб родини короткоголових (Brachycephalidae). Описаний у 2021 році.

## Назва
Видова назва ibitinga складається з двох слів мови Тупі-Гуарані yby + tinga, що перекаладається як «земля біла», які разом складають назву, що застосовується для опису туману, або стан туману, характерний для гір в атлантичному лісі, де зустрічається цей вид.

## Поширення
Ендемік Бразилії. Поширений в атлантичному лісі на південному сході країни.